# Primeira Divisão 1989-1990
La Primeira Divisão 1989-1990 è stata la 52ª edizione della massima serie del campionato portoghese di calcio e si è conclusa con la vittoria del Porto, al suo undicesimo titolo.
Capocannoniere del torneo è stato Mats Magnusson (Benfica) con 33 reti.

## Classifica finale
|    | Classifica        | Pt | G  | V  | N  | P  | GF | GS |
| -- | ----------------- | -- | -- | -- | -- | -- | -- | -- |
| 1  | Porto             | 59 | 34 | 27 | 5  | 2  | 72 | 16 |
| 2  | Benfica           | 55 | 34 | 23 | 9  | 2  | 76 | 18 |
| 3  | Sporting          | 46 | 34 | 17 | 12 | 5  | 42 | 24 |
| 4  | Vitória Guimarães | 45 | 34 | 17 | 11 | 6  | 46 | 28 |
| 5  | Chaves            | 38 | 34 | 12 | 14 | 8  | 38 | 38 |
| 6  | Belenenses        | 36 | 34 | 16 | 4  | 14 | 32 | 33 |
| 7  | Vitória Setúbal   | 36 | 34 | 14 | 8  | 12 | 39 | 34 |
| 8  | Boavista          | 34 | 34 | 13 | 8  | 13 | 49 | 36 |
| 9  | Tirsense          | 30 | 34 | 7  | 16 | 11 | 21 | 32 |
| 10 | Marítimo          | 29 | 34 | 7  | 15 | 12 | 25 | 38 |
| 11 | Beira Mar         | 29 | 34 | 10 | 9  | 15 | 22 | 39 |
| 12 | Braga             | 28 | 34 | 8  | 12 | 14 | 32 | 41 |
| 13 | Estrela Amadora   | 28 | 34 | 10 | 8  | 16 | 35 | 34 |
| 14 | Nacional Madeira  | 28 | 34 | 7  | 14 | 13 | 34 | 46 |
| 15 | Penafiel          | 26 | 34 | 9  | 8  | 17 | 24 | 50 |
| 16 | União Madeira     | 24 | 34 | 5  | 14 | 15 | 24 | 45 |
| 17 | Portimonense      | 21 | 34 | 7  | 7  | 20 | 30 | 57 |
| 18 | Feirense          | 20 | 34 | 5  | 10 | 19 | 25 | 57 |

### Verdetti
- Porto campione di Portogallo 1989-1990.
- Porto qualificato alla Coppa dei Campioni 1990-1991
- Estrela Amadora qualificato alla Coppa delle Coppe 1990-1991
- Benfica,  Sporting Lisbona e  Vitória Guimarães qualificate alla Coppa UEFA 1990-1991.
- Portimonense e  Feirense retrocesse.